# Mădăraș (Mureș)
Mădăraș (Hongaars: Mezőmadaras) is een is een comună in het district Mureş, Transsylvanië, Roemenië. De gemeente is ontstaan in 2004 toen het dorp zich afsplitste van de gemeente Band. In 2011 werd ook het dorp Fânațele Mădărașului (Szénáságy) afgesplitst van Band en toegevoegd aan de gemeente. Hiermee ontstond de huidige omvang van de gemeente met in 2011 in totaal 1.299 inwoners.
De gemeente ligt helemaal aan de westflank van het etnisch Hongaarstalige gebied Szeklerland en kent een etnisch Hongaarse bevolking. 

## Demografie
Tijdens de volkstelling van 2011 was de bevolkingssamenstelling als volgt:
- Hongaren (77,21%)
- Roma (10,54%)
- Roemenen (9,23%).

Beide dorpen kennen een bevolking die in meerderheid (circa 74%) is aangesloten bij de Hongaars Gereformeerde kerk.